# 杰夫·卡尼普
杰夫·卡尼普（英語：Jeff Kanipe，1953年9月8日—）是一位美国天文學家和科普作家，出生于得克萨斯州科珀斯克里斯蒂，毕业于德克薩斯大學奧斯汀分校，主要作品有《着火的海岛》（Island on Fire: The Extraordinary Story of A Forgotten Volcano That Changed the World）等。